# Escuela de Aviación Militar
La Escuela de Aviación Militar (EAM) es un instituto de formación militar de la Fuerza Aérea Argentina con asiento en la Guarnición Aérea Córdoba, a 6 km del centro de Córdoba, y en la órbita de la Dirección General de Educación de esa fuerza armada.
Fue fundada el 10 de agosto de 1912 en El Palomar y bajo dependencia del Ejército. Desde 1937 en adelante se halla en sus actuales instalaciones y en 1945 comenzó a formar parte de la Aeronáutica.

## Historia

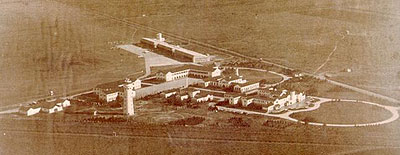
Escuela de Aviación Militar en 1941.

La Escuela de Aviación Militar se creó el 10 de agosto de 1912, como parte del Ejército Argentino, luego de que el entonces presidente de la Nación Argentina, el doctor Roque Sáenz Peña, firmase un decreto presidencial que habilitó la creación de esta institución en la ciudad de El Palomar ubicada en la Provincia de Buenos Aires, en las instalaciones de la actual I Brigada Aérea, luego de que el Aero Club Argentino cediera su parque aerostático y sus elementos a este efecto. También la institución donante le facilitó asesoramiento y personal docente.
En 1934 se decide el traslado de la EAM de su asiento original en El Palomar a la Ciudad de Córdoba, donde se erige la Fábrica Militar de Aviones (FMA), conformando la Guarnición Aérea Córdoba. Las obras de construcción finalizan en el año 1937, inaugurándose las nuevas instalaciones. En 1944 se crea la Escuela de Especialidades, actual Escuela de Suboficiales de la Fuerza Aérea Córdoba (ESFAC.)
Un hecho de profunda resonancia tuvo lugar el día jueves 4 de enero del año 1945, ya que en ese día se crea una nueva Fuerza que conviviría con la Armada de la República Argentina y el Ejército Argentino: la Aeronáutica Militar. La Escuela de Aviación Militar, a partir de ese entonces, se convirtió en la única institución formadora de oficiales de la nueva arma surgida en ese año y dejaría de ser instituto de especialidad para oficiales del Ejército Argentino.

## Material aéreo
| Aeronave                  | Tipo                 | N.º                 |
| Grupo Aéreo Escuela       | Grupo Aéreo Escuela  | Grupo Aéreo Escuela |
| ------------------------- | -------------------- | ------------------- |
| Beechcraft T-6C+ Texan II | Entrenador básico    | 12                  |
| Grob G-120 TP             | Entrenador básico    | 10                  |
| Tecnam P-2002 JF          | Entrenador elemental | 9                   |

## Actualidad
En la actualidad la Escuela de Aviación Militar depende de la Dirección General de Educación de la Fuerza Aérea Argentina y ofrece un plan de estudios que se lo puede subdividir en tres secciones bien definidas:
- Educación Física: Pretende que los cadetes logren una habilidad física que les permita sobrellevar las duras exigencias de la vida militar y el combate.
- Formación Académica: Este plan de estudios brinda una formación académica acorde a los escalafones del cuerpo de comando.
- Formación Militar: Otorga una básica formación militar respecto al manejo de armas, supervivencia, y conducción de fuerzas con fuerte énfasis en los aspectos doctrinarios básicos.

Una vez que se finalizan los cuatro años de cursado en la Escuela de Aviación Militar los cadetes egresan de la misma con el rango de alférez y deben optar, según sus capacidades militares y vacantes disponibles en cada uno de los agrupamientos del Cuerpo de Comando, por una de las especialidades que pueden ser:
- Escalafón Técnico:[10]
  - Aquí el alférez puede especializarse en: 
    - Ingeniería Electrónica
    - Ingeniería Aeronáutica.
- Escalafón Aire:[11]
  - En este escalafón el alférez se capacita como Aviador Militar para, luego de obtener su Brevet, pasar a formar parte de las siguientes especialidades:
    - Aviación de Transporte,
    - Aviación de Caza,
    - Aviación de Helicópteros.
- Escalafón General:[12]
  - El alférez puede continuar con su capacitación en las siguientes especialidades: 
    - Especialista en Abastecimiento,
    - Especialista en Administración Financiera,
    - Especialista en Control Aéreo y Vigilancia,
    - Especialista en Comunicaciones,
    - Especialista en Defensa Antiaérea,
    - Especialista en Exploración y Reconocimiento Aeroespacial,
    - Especialista en Inteligencia,
    - Especialista en Meteorología,
    - Especialista en Navegación Militar,
    - Especialista en Operaciones Especiales y de Defensa,
    - Especialista en Operaciones de Sistemas Aéreos No Tripulados,
    - Especialista en Tránsito Aéreo.